# Lukolela
Lukolela è un centro abitato della Repubblica Democratica del Congo, situato nella Provincia dell'Equatore.